# Golf Story
Golf Story è un videogioco sviluppato da Sidebar Games e pubblicato nel 2017 per Nintendo Switch.

## Modalità di gioco
Golf Story è un ibrido tra un videogioco di ruolo e un videogioco sportivo. Il gioco presenta una modalità multigiocatore locale.